# Kalla khrung nueng... muea chao nee
Kalla khrung nueng... muea chao nee é um filme de drama tailandês de 1995 dirigido e escrito por Bhandit Rittakol. Foi selecionado como representante da Tailândia à edição do Oscar 1996, organizada pela Academia de Artes e Ciências Cinematográficas.

## Elenco
- Ronnarong Buranat
- Martang Jantranee
- Santisuk Promsiri
- Chintara Sukapatana
- Charlie Trairat